# Stemma (linguistique)
Un stemma est, en linguistique, un arbre représentant la structure de la phrase selon Lucien Tesnière. Dans cet arbre, le verbe a un rôle capital, il n'est le complément de rien. À part le verbe, chaque élément est le complément d'un autre élément. Chaque élément est ainsi dépendant d'un autre.

## Les dépendances au sein du stemma

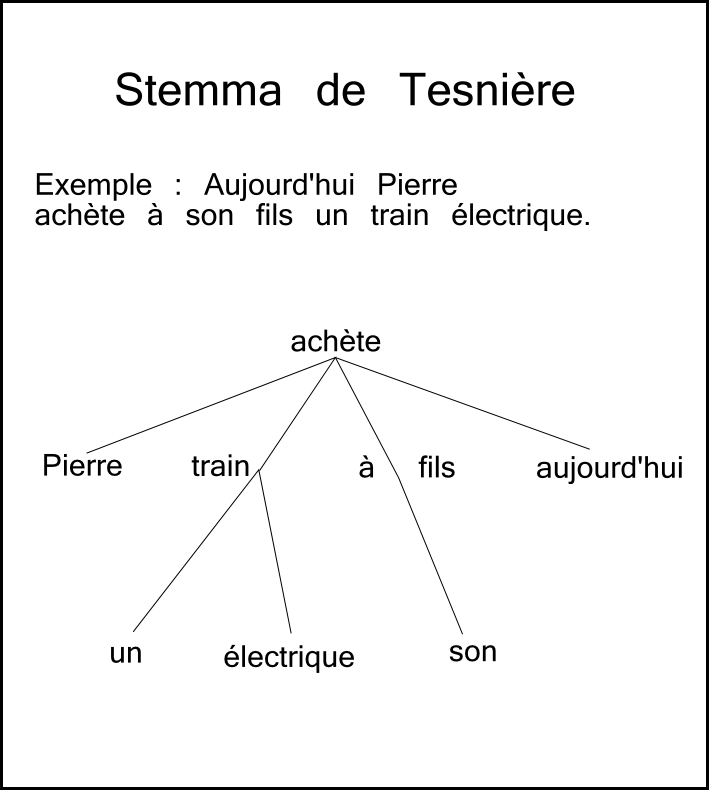
Exemple de stemma.

Tesnière distingue deux niveaux de dépendances : le premier niveau contient les dépendances du verbe, le second niveau contient les dépendances des éléments eux-mêmes dépendants du verbe (voir figure ci-contre). Au premier niveau (niveau des dépendances du verbe), Tesnière établit une classification des éléments : ceux qui sont en nombres quelconques, éléments supprimables, sont les circonstants (par exemple, aujourd'hui). Les autres compléments sont appelés actants : ce sont le sujet, l'objet direct et indirect du verbe, ainsi que l'agent, à la voix passive.  
Le verbe est considéré comme étant le prédicat, régissant chaque actant comme un complément. Cette utilisation poussée de la notion de complément a fait éclater l'analyse traditionnelle Sujet-Prédicat (Grammaire de Port-Royal). Le sujet n'y est en effet qu'un complément du verbe parmi d'autres. Il est ainsi nommé prime actant, les suivants étant second actant et tiers actant.
Un lien de dépendance est appelé un nœud. Tesnière distingue les mots capables de former des nœuds de ceux qui n'en sont pas capables. Ainsi je, très, etc. sont des mots vides parce qu'ils n'ont pas la capacité de former un nœud, d'avoir un autre mot sous leur dépendance. Il s'agit des déterminants, pronoms et adverbes non autonomes. Au contraire, les mots pleins, noms, verbes, et certains pronoms et adverbes assez autonomes, peuvent former des nœuds.

## Le stemma et l'analyse du verbe
Le stemma et le système d'actants permet d'analyser un verbe en fonction de sa valence. Certains verbes auront une valence 1, à un actant obligatoire. Les verbes bivalents ont deux actants obligatoires, et ainsi de suite. 

## Le stemma et lagrammaire générative
Ce stemma comporte l'intuition d'une structure non visible sous une structure visible. Cette hypothèse se retrouve dans la grammaire générative avec les structures superficielles et les structures profondes.

## Sources
- Oswald Ducrot et Tzvetan Todorov, Dictionnaire encyclopédique des sciences du langage, Éditions du Seuil, 1972.
- Fiche sur Lucien Tesnière : .